# 747 (Strangers in the Night)
«747 (Strangers in the Night)» — песня группы Saxon из альбома Wheels of Steel. Это одна из нескольких песен, которую группа Saxon играла во всех турах с момента релиза.
Песня повествует о трагическом стечении обстоятельств с реальным самолётом Скандинавских авиалиний 911 (в песне назван «Scandinavian 101»). Неожиданно в самолёте закончилось топливо и борт оказался без связи с землёй. В это время в Нью-Йорке было отключено электричество (9 ноября 1965). Экипаж был вынужден произвести аварийную посадку в аэропорт Джона Кеннеди в полной темноте.

## Кавер-версии
- Tyrant сыграли песню на трибюте 2001 года A Metal Crusade: Tribute to Saxon[4].
- Xiron записали песню для трибьюта 2005 года Eagleution: A Tribute to Saxon [5].
- Gang сыграли песню на альбоме 2012 года HM-666 %.